# Un village français (bande dessinée)
Cet article concerne une série de bande dessinée. Pour la série télévisée, voir Un village français.
Un village français est une série de bande dessinée écrite par Jean-Charles Gaudin et dessinée par Vladimir Aleksić. Publiée par Soleil Productions en 2015-2016, il s'agit d'un préquelle se déroulant durant la Première Guerre mondiale du feuilleton télévisé homonyme consacré à la vie d'un village sous l'Occupation.

## Personnages principaux
- Famille Larcher : Théophile, Monique, Daniel et Marcel.
- Famille Malandin : Armand, Rose, Micheline et Bernard.
- Famille Breylleau : Émile, Marguerite et Jeannine.
- Famille Girodet : Valentin, Émilie, Amandine et Grégoire.
- Famille Germain : Yvon, Hélène et Lorrain.
- Famille Veirgnaud : Jérôme, Solange, Albert, Francis, Léon et Marie.
- Famille Henry : Evelyne.
- Autres personnages : Hortense, Raymond Schwartz, Judith Morhange, Joseph et Maryvonne Coicaud.

## Albums
- Un village français, Soleil :

1. 1914, 2015.
2. 1915, 2015[1].
3. 1916, 2016.